# Federação dos Grupos Anarquistas de Moscou
A Federação dos Grupos Anarquistas de Moscou foi uma relativamente grande organização, que nos anos de 1917 e 1918 promoveu intensa propaganda em Moscou e em outras províncias russas. Ela publicou o jornal diário Anarchy, de tendências anarco-comunistas, e também, estabeleceu uma editora libertária. Ela foi considerada ilegal pelo governo "soviético", encerrando suas atividades em abril de 1918, apesar de alguma atividade sobreviver até 1921, quando os últimos vestígios da antiga Federação foram "liquidados" e os últimos de seus militantes "reprimidos".
Copiando o trabalho de formação da Guarda Vermelha bolcheviche, a Federação se propôs a organizar uma força militar própria, os chamados Guardas Negros. Uma casa apreendida foi transformada em quartel para os recém-formados contingentes da "Guarda Negra", sendo escolhido para organizar e liderar a formação militar o anarquista de longa data Kaydanov.
O crescimento constante de influência anarquista, o grande sucesso da organização dos Guardas Negros e o crescimento numérico deles, começou a perturbar os bolcheviques, se tornando a causa formal da inimizade bolchevique, o que resultou na disseminação de calúnias e informações falsas que acabaram por resultar na dissolução e esmagamento das organizações anarquistas.